# Березівка (Борисовський район, Бєлгородська область)
Березівка (рос. Берёзовка) — село у Борисовському районі Бєлгородської області Російської Федерації.
Населення становить 1281  особу. Входить до складу муніципального утворення Березовське сільське поселення.

## Історія
Населений пункт розташований у східній частині української суцільної етнічної території — східній Слобожанщині.
Згідно із законом від 20 грудня 2004 року № 159 від 1 січня 2006 року органом місцевого самоврядування було Березовське сільське поселення.

## Населення
| 2002 | 2010  |
| ---- | ----- |
| 1157 | ↗1281 |